# La Salette
La Salette is een klein dorpje en bedevaartsoord in de gemeente La Salette-Fallavaux, in het Franse departement Isère in de buurt van Grenoble.
In het jaar 1846 was er in La Salette een door de Katholieke Kerk erkende verschijning van Maria aan twee herderskinderen: Melanie Calvat en Maximin Giraud. De congregatie van de Salettijnen dankt haar naam aan Onze Lieve Vrouwe van La Salette.

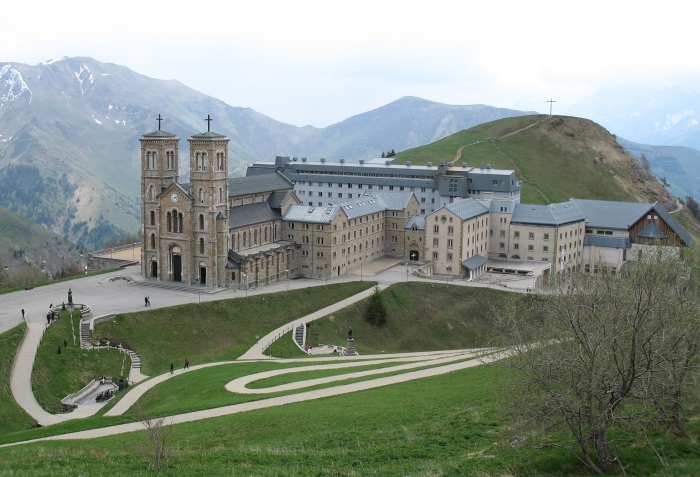
Panorama